# Suphisellus parsoni
Suphisellus parsoni är en skalbaggsart som beskrevs av Young 1952. Suphisellus parsoni ingår i släktet Suphisellus och familjen grävdykare. Inga underarter finns listade i Catalogue of Life.